# Pijawki
Pijawki, pijawki właściwe (Hirudinea) – podgromada zwierząt z typu pierścienic (Annelida) obejmująca ponad 500 – w większości eurytopowych – gatunków zaopatrzonych w jedną lub dwie przyssawki. Prowadzą pasożytniczy lub drapieżny tryb życia. Są blisko spokrewnione ze skąposzczetami, mają z nimi wiele cech wspólnych i włączane są z nimi do siodełkowców (Clitellata). Większość pijawek to zwierzęta wodne lub amfibiotyczne, gatunki lądowe należą do rzadkości. 

## Występowanie
Zasięg występowania tej grupy zwierząt jest bardzo szeroki. Występują w wodach śródlądowych na wszystkich kontynentach z wyjątkiem Antarktydy oraz w wodach morskich od północnych rejonów polarnych po wybrzeża Antarktydy. Pijawki mogą żyć w wodach słodkich, słonawych lub słonych oraz na lądzie. Większość gatunków preferuje płytkie wody stojące lub wolno płynące słodkowodnych zbiorników najrozmaitszego typu. Nie są spotykane jedynie w bardzo szybko płynących potokach górskich oraz w torfowiskach wysokich. Wiele zasiedla wody morskie. Nieliczne żyją na lądzie, w ściółce lasów strefy tropikalnej (np. cejlońska Haemadipsa ceylonica).
Na obszarze Polski pijawki stanowią grupę stosunkowo dobrze poznaną. Stwierdzono w naturze występowanie 44 gatunków, przy czym żaden nie jest gatunkiem lądowym. Niektóre mogą jedynie czasowo przebywać poza wodą (gatunki amfibiotyczne).

## Morfologia
Pijawki mają ciało wydłużone, kurczliwe, wyraźnie segmentowane, obłe lub spłaszczone grzbietobrzusznie, długości od kilku milimetrów do ponad 30 cm, zwężające się ku końcom, zakończone jedną lub dwiema przyssawkami. U pijawek składających się z 34 metamerów, w tym prostomium i 33 słabo odgraniczone od siebie segmenty. Od zewnątrz segmenty są wtórnie podzielone na 2–14 pierścieni nierzadko maskujących połączenia segmentów. Odcinek głowowy tworzy prostomium (płat przedgębowy) i 4 segmenty. Na jego wierzchniej stronie znajdują się oczy (1–10 par) o różnej, w zależności od gatunku, wielkości, kształcie i rozmieszczeniu. U niektórych gatunków oczy nie występują.  
Przyssawki, wbrew powszechnej opinii, nie służą do wysysania płynów ofiary. W przedniej przyssawce pijawki znajduje się otwór gębowy. Do ssania pijawki używają silnie umięśnionej gardzieli i przełyku. Przyssawki służą pijawkom do przytwierdzenia się do podłoża, a gatunkom krwiopijnym wyłącznie do wbicia się pod skórę ofiary. 
W ubarwieniu ciała dominują odcienie brązu i zieleni z domieszką czerni.

## Biologia i ekologia

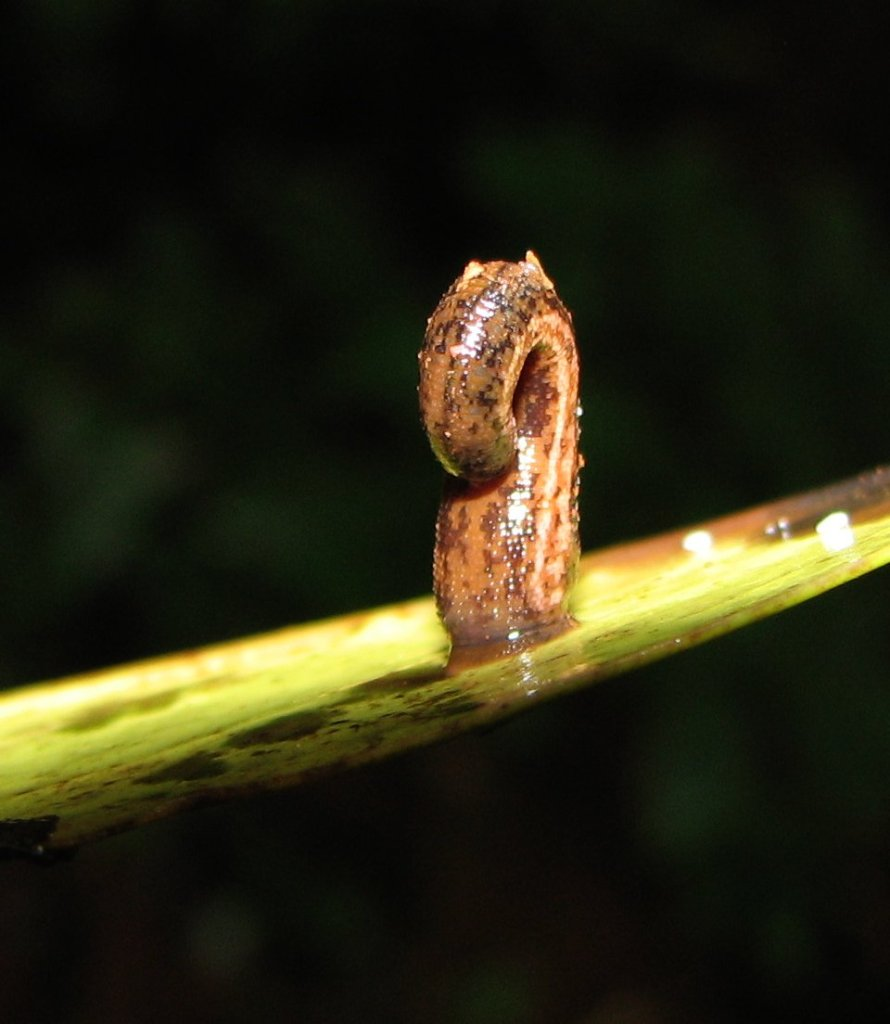
Pijawka oczekująca na liściu na pojawienie się potencjalnej ofiary

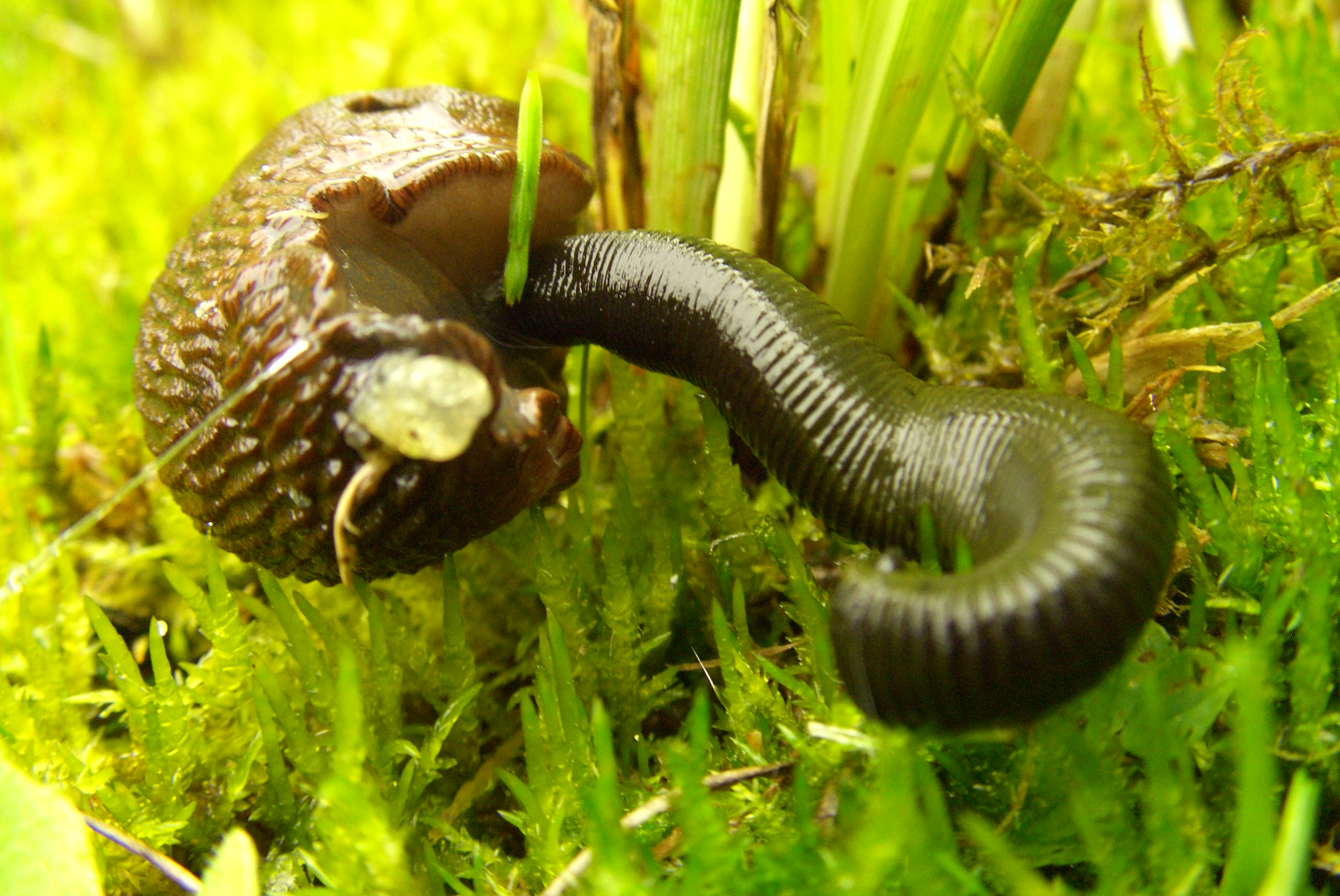
Pijawka atakująca ślimaka z rodziny ślinikowatych

W wodzie pijawki pływają falistymi, wężowymi ruchami. Po lądzie, po dnie zbiornika lub podwodnych roślinach kroczą ruchem podobnym do ruchu gąsienic motyli miernikowców, przemieszczając się przy pomocy terminalnych przyssawek. Wysuwają ciało do przodu, przyczepiają się przednią przyssawką do podłoża i podkurczają pod siebie resztę ciała.
Pijawki żywią się wyłącznie pokarmem zwierzęcym. Znaczna ich część to gatunki pasożytnicze, odżywiające się płynami ustrojowymi swych żywicieli – krwią kręgowców lub płynami ustrojowymi bezkręgowców. Są okresowymi lub stałymi pasożytami zewnętrznymi, rzadziej wewnętrznymi. Pozostałe to gatunki drapieżne, polujące na rozmaite bezkręgowce, narybek i kijanki płazów. 
Pijawki są obupłciowe, stosują zaplemnienie krzyżowe, przy czym procesy zaplemnienia i zapłodnienia zapobiegające samozapłodnieniu osobnika są skomplikowane. Charakterystyczne w ich rozmnażaniu jest wytwarzanie siodełka i spermatoforów oraz składanie jaj w kokonach. Liczba jaj w kokonie wynosi od 1 do 300. Kokony są składane na roślinach, kamieniach, w glebie lub na spodzie organizmu macierzystego. Rozwój jest prosty, bez przeobrażenia, przebiega w kokonie. Młode wylęgają się w pełni ukształtowane, przystosowane do samodzielnego życia. Liczne gatunki pijawek opiekują się potomstwem – dorosłe noszą młode przez pewien czas na brzusznej stronie ciała i pomagają im w zdobywaniu pokarmu. 
Pijawki nie mają układu oddechowego. Tlen z wody lub rzadko powietrze atmosferyczne wchłaniają całą powierzchnią ciała.
Mechanizmy biochemicznego konserwowania zawartości (m.in. wydzielanie hirudyny powodującej, że pobrana do przewodu pokarmowego krew nie krzepnie) pozwala niektórym pasożytniczym pijawkom najadać się „na zapas”. Dzięki temu np. pijawce lekarskiej, wystarczy zaatakować żywiciela tylko dwa razy do roku.

## Systematyka
Tradycyjnie w gromadzie pijawek wyróżniano trzy lub cztery, znacznie różniące się od siebie grupy klasyfikowane w randze podgromad lub rzędów:
- pijawczaki (Branchiobdellida) – pasożyty raków (Astacoidea),
- pijawki szczeciowe (Acanthobdellida) – arktyczne i subarktyczne pasożyty ryb,
- pijawki właściwe (Euhirudinea),
- pijawki gardzielowe i pijawki szczękowe.

Monofiletyczne pijawczaki i pijawki szczeciowe stanowią taksony problematyczne. Ich pozycja w filogenezie pierścienic pozostaje niejasna. Pijawczaki umieszczano wśród pijawek lub wśród skąposzczetów albo jako takson o tej samej, co pijawki i skąposzczety randze. Pijawki szczeciowe zwykle zaliczane były do pijawek, ale niektórzy specjaliści postrzegają je jako odrębny rząd siodełkowców. Bezryjkowe pijawki gardzielowe i szczękowe wymieniane były jako odrębne rzędy pijawek.
We współczesnych systemach klasyfikacji pijawczaki traktowane są jako odrębna podgromada siodełkowców. Niektórzy autorzy dzielą pijawki (Hirudinea) na Acanthobdellidea (pijawki szczeciowe) i Euhirudinea (pijawki właściwe), inni traktują pijawki szczeciowe podobnie jak pijawczaki – jako odrębną od pijawek linię ewolucyjną siodełkowców. Wówczas takson Euhirudinea jest równoważny Hirudinea – i obejmuje wyłącznie pijawki właściwe.
Pomijając taksony problematyczne, wśród pijawek właściwych wyróżniane są dwie główne linie rozwojowe:
- Arhynchobdellida – obejmująca gatunki, które nie mają ryjka (proboscis), czyli pijawki gardzielowe i pijawki szczękowe oraz kolejny problematyczny takson, rodzinę Americobdellidae,
- Rhynchobdellida – pijawki ryjkowe.

## Znaczenie
Wiele wodnych i lądowych gatunków zwierząt żywi się pijawkami. Należą do nich inne pijawki, raki, niektóre gatunki owadów wodnych i ich larwy, ryby, ptaki wodne, a także niektóre gatunki ssaków.
Gatunki krwiopijne są nosicielami chorobotwórczych wirusów oraz pasożytów krwi.
Pijawki pasożytujące na rybach wyrządzają szkody w hodowli ryb. Osłabiając swoich żywicieli czynią ich bardziej podatnymi na zakażenia. Wysysając nadmiernie krew młodych ryb mogą je nawet doprowadzić do śmierci. Podobnie wygląda wpływ pijawek na hodowle kaczek.

### Hirudoterapia

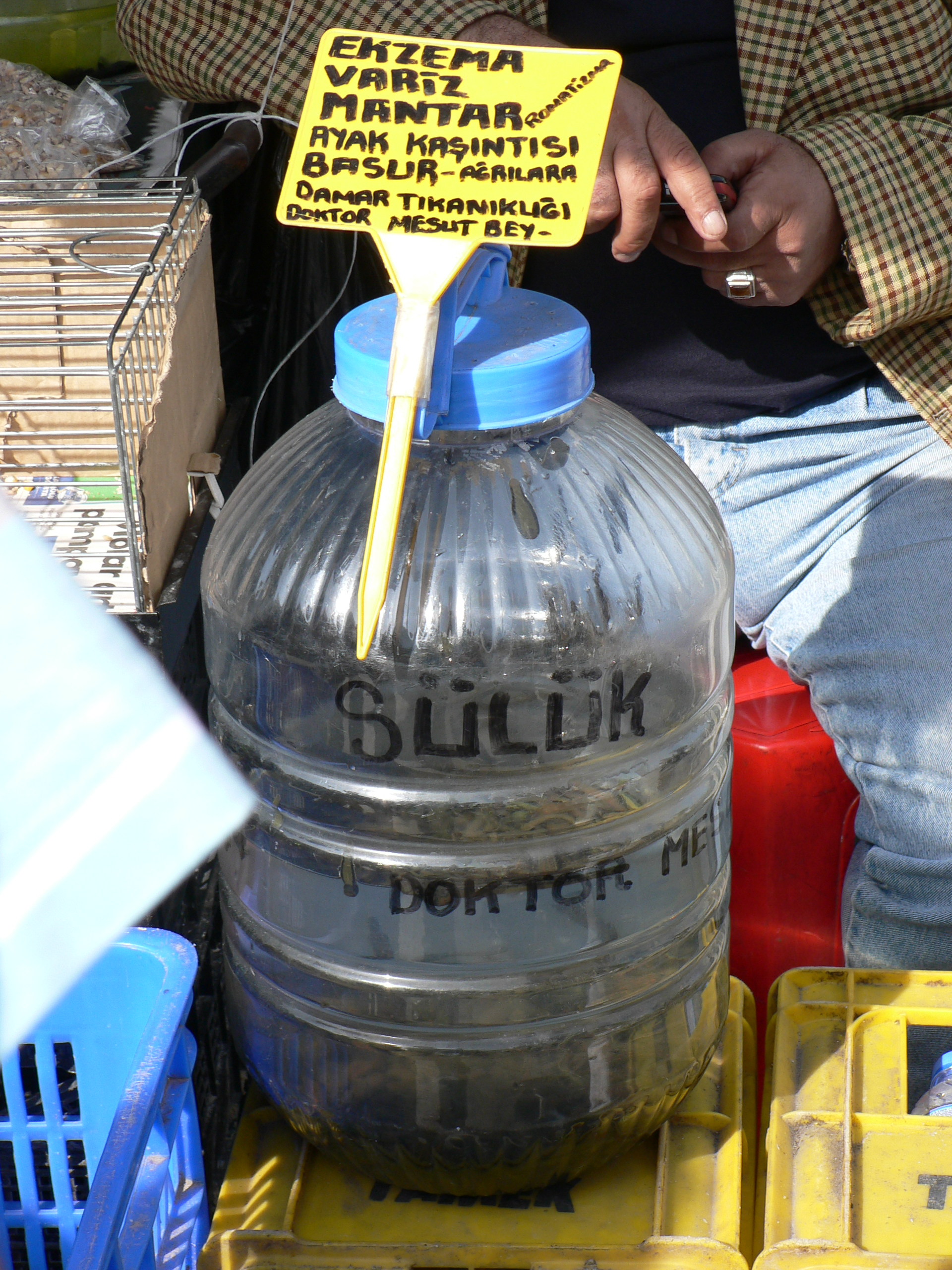
Pijawki lekarskie wystawione na sprzedaż – Stambuł

Z powodu specyficznych właściwości ich śliny, od czasów starożytnych około 15 gatunków pijawek powszechnie stosowano do upuszczania krwi, w terapii wielu chorób, m.in. w leczeniu hemoroidów, zapalenia sromu, zapalenia krtani i innych. W Europie najpowszechniej wykorzystywano i nadal się wykorzystuje pijawkę lekarską. Obecnie powszechnie wraca się do tej metody określanej nazwą hirudoterapia. 
Jest to metoda obarczona ryzykiem, ze względu na możliwość przenoszenia chorób i pasożytów – chociaż większość wykorzystywanych w tym celu zwierząt w krajach rozwiniętych gospodarczo pochodzi ze sterylnych hodowli. W Polsce większość pijawek stosowanych w celach leczniczych to przedstawiciele obcych dla krajowej fauny gatunków pochodzących z Europy Wschodniej i Azji.